# Studio Killers
Studio Killers är ett europeiskt virtuellt syntpopband, bestående av fiktiva karaktärer. Bandets sångare och designer är Cherry, keyboardist Goldie Foxx, DJ Dyna Mink, och manager Bipolar Bear. De verkliga personerna bakom bandet är än så länge anonyma, även om det är känt att den finska artisten Eliza Jäppinen står bakom visuell design. 

## Historia
Dyna Minx och Goldie Fox säger att de ursprungligen hade skrivit en låt för ett brittiskt band som sedan övergavs av deras skivbolag, och kom istället i kontakt med Cherry som skrev texten och framförde låten med dem.  Medlemmarna säger att den mesta kommunikationen mellan dem sker via mail, men att deras låt Who Is In Your Heart Now?  skrevs när de först möttes ansikte mot ansikte.
Deras första singel Ode to the bouncer släpptes 2011, och handlar om Cherrys svårigheter med att ta sig in på en nattklubb. Den tillhörande musikvideon gjorde den snabbt populär på youtube, och den rönte stora framgångar i Danmark, Nederländerna och Finland. De släppte de efterföljande singlarna Eros and Apollo och Jenny under 2012 och 2013, sitt självbetitlade debutalbum 2013 och ytterligare en singel, Grande Finale 2014. Studio Killers har också meddelat att de ska uppträda live med start på Ilosaarirockfestivalen i Finland. Förberedelserna för liveshowen och den efterföljande världsturnén ska finansieras med en crowdfundingkampanj via kickstarter, vars mål är att komma upp i GB£50,000.

### Album
- 2013 – Studio Killers

### Singlar
- 2011 – Ode to the bouncer
- 2012 – Eros and Apollo
- 2013 – Jenny
- 2013 – Who Is in Your Heart Now?
- 2014 – Grande Finale
- 2018 – Party Like it's Your Birthday
- 2020 – Jenny (I Wanna Ruin Our Friendship)
- 2021 – Bedroom Eyes
- 2021 – Jenny - featuring Kim Petras
- 2022 – Jenny (Hearteye Speed Mix)